# Callothlaspi
Callothlaspi es un género con 4 especies de plantas fanerógamas de la familia Brassicaceae.

## Taxonomía
El género fue descrito por Friedrich Karl Meyer y publicado en Feddes Repert. 84: 457. 1973.

## Especies
- Callothlaspi abchasicum F.K.Mey.
- Callothlaspi antitauricum F.K.Mey
- Callothlaspi cariense (Carlström) F.K.Mey.
- Callothlaspi lilacinum (Boiss. & A.Huet) F.K.Mey.